# Téteghem
Téteghem är en kommun i departementet Nord i regionen Hauts-de-France i norra Frankrike. Kommunen ligger i kantonen Dunkerque-Est som tillhör arrondissementet Dunkerque. År 2018 hade Téteghem 6 926 invånare.

## Befolkningsutveckling
Antalet invånare i kommunen Téteghem
| Referens: INSEE |